# Tempesta di fuoco (film 1998)
Tempesta di fuoco (Firestorm) è un film del 1998 diretto da Dean Semler.

## Trama
Il vigile del fuoco Jesse Graves si assume l'incombenza di salvare alcuni colleghi bloccati nell'incendio di una foresta. Jesse, però scopre che i suoi presunti colleghi sono un gruppo di evasi capeggiati da Randall Alexander Shaye, un criminale che approfitta delle fiamme appiccate ad arte del suo avvocato per impossessarsi di un'enorme somma di denaro.